# 太田下町
太田下町（おおたしもまち）は、香川県高松市にある町丁。郊外部に位置する。

## 概要
高松市役所から南に約4kmの位置にある、県下でも人口が多い地域。

## 人口
2021年（令和3年）5月1日現在の総人口は8174人で、そのうち、男性が3982人、女性が4192人となっている。世帯数は3530世帯。

## 教育

### 中学校
市立
- 高松市立太田中学校

### 小学校
市立
- 高松市立太田南小学校

## 交通

### 鉄道
高松琴平電気鉄道
- ■琴平線

伏石駅

### バス
ことでんバス
- 一般

塩江線
- 循環バス他

ショッピング･レインボー循環バス
太田駅サンメッセ線

### 道路
高速道路
- 高松自動車道（町内に通ってはいるが、インターチェンジやジャンクション等は無い。）

一般国道
- 国道11号 高松東バイパス

（さぬき夢街道）
県道
- 香川県道147号太田上町志度線
- 香川県道280号高松香川線

市道
- 高松市道朝日町仏生山線

（サン・フラワー通り）